# أغنية ناورو
أنشودة ناورو (باللغة الناورونية : Nauru Bwiema)هي النشيد الوطني الرسمي لجمهورية ناورو.

## الكلمات واللحن
صاغ كلمات النشيد الشاعرة الناورونية مارغريت هندري. وقام بتلحينها الموسيقي الأسترالي لورنس هنري هيكز.
أُعتمد النشيد الوطني رسمياً في عام الاستقلال، 1968 للميلاد.

## كلمات النشيد باللغة الناورونية
Nauru bwiema, ngabena ma auwe.
Ma dedaro bwe dogum, mo otata bet egom.
Atsin ngago bwien okor, ama bagadugu
Epoa ngabuna ri nan orre bet imur.
Ama memag ma nan epodan eredu won engiden,
Miyan aema ngeiyin ouge,
Nauru eko dogin!

## ترجمة كلمات النشيد للعربية
ناورو وطننا، ونحن نحب الأرض كثيراً،
كلنا نصلي من أجلك، ممجدين اسمك أيضاً.
منذ عهدٍ بعيد كنتِ بيت أجدادنا العظماء
وللأجيال التي لم تأت بعد.
يشترك جميعنا لتشريف علمك،
وسنبتهج سوية ونقول ؛
ناورو إلى الأبد !